# Gakuen Alice
Gakuen Alice (Aliceakedamien på svenska) är en shōjo-manga ritad av japanskan Tachibana Higuchi.

## Handling
Gakuen Alice handlar om den lilla flickan Mikan Sakura och hennes vän Hotaru Imai. Hotaru skall dock flytta till Tokyo och gå i en skola som heter Aliceakademien där alla har en speciell slags magi. Det vill säga en alice. Beslutet att flytta skedde så fort för Mikan att hon blev helt förkrossad. Då hon vill se Hotaru en sista gång bestämmer hon sig för att lämna sin morfar och åka till Tokyo och Aliceakademien. På Aliceakademien får hon återigen träffa Hotaru och möter även den snälla ordningsvakten Yu Tobita, magistrarna Narumi och Misaki, Luca och hans mystiska kompis Natsume Hyuga som sägs vara en mördare.

## Rollfigurer i Gakuen Alice
Natsume Hyuga, Herr Björn, Hotaru Imai, Magister Narumi, Magister Misaki, Luca Nogi, Mikan Sakura, Sumire Shoda, Yu Tobita

## Anime
Gakuen Alice finns även som anime med 26 avsnitt.